# Rhopalomyia magnusi
Rhopalomyia magnusi är en tvåvingeart som beskrevs av Rubsaamen 1893. Rhopalomyia magnusi ingår i släktet Rhopalomyia och familjen gallmyggor.
Artens utbredningsområde är Tyskland. Inga underarter finns listade i Catalogue of Life.